# خروف فارو
خروف فارو سلالة من الخراف المستأنسة وإحدى السلالات الأوروبية قصيرة الذيل، متوطنة في جزر فارو الدنماركية. ظهؤرت خراف جزر فارو لأول مرة في القرن التاسع الميلادي، وقد شكّلت منذ ذلك الحين جزءًا أساسيًا من تقاليد الجزيرة. يُعتقد أن اسم "جزر فارو" نفسه مشتق في نهاية المطاف من كلمة "fær" التي تعني "الخروف" في اللغة الإسكندنافية القديمة، كما يظهر هذا الحيوان في شعار النبالة الخاص بالدولة. تنتمي خراف فارو إلى سلالة الأغنام قصيرة الذيل في شمال أوروبا، وهي سلالة صغيرة الحجم شديدة التحمّل. يبلغ وزن النعاج البالغة حوالي 20 كيلوغرامًا، في حين يتراوح وزن الكباش بين 20 و40 كيلوغرامًا. تتميّز الكباش بوجود قرون، بينما تكون النعاج غالبًا بلا قرون. وتتنوع ألوان هذه السلالة بشكل طبيعي، حيث توجد منها أكثر من 300 تركيبة لونية، ولكل تركيبة اسمها الخاص والفريد.